# Verein für Geschichte der Stadt Wien
Der Verein für Geschichte der Stadt Wien, vormals Altertumsverein zu Wien, ist eine seit 1853 bestehende historisch-wissenschaftliche Vereinigung in Wien.

## Der Verein
Gemäß den Statuten des Vereins sind seine Ziele die Erforschung aller Gebiete der Wiener Stadtgeschichte und die Verbreitung der gewonnenen Erkenntnisse durch Veröffentlichungen und Veranstaltungen. Der Verein entfaltet eine reiche, von der Stadt Wien geförderte publizistische Tätigkeit. Im Zentrum der Vereinsaktivitäten steht die Herausgabe von wissenschaftlichen Publikationen. Der Verein gibt beispielsweise die quartalsmäßig erscheinenden Wiener Geschichtsblätter heraus, widmet sich aber auch größeren Projekten. Zudem veranstaltet der Verein für Geschichte der Stadt Wien, der sich seit dem Zweiten Weltkrieg auch zu volksbildnerischer Tätigkeit bekennt, laufend Vorträge und Führungen.

## Theodor-Ritter-von-Karajan-Medaille
Für außerordentliche Leistungen auf dem Gebiet der Wiener Stadtgeschichtsforschung vergibt der Verein seit 1978 die Theodor-Georg-Ritter-von-Karajan-Medaille. Es ist dies die höchste Auszeichnung für Leistungen auf dem Gebiet der Wiener Stadtgeschichtsforschung.
Die Preisträger:
- Otto Brunner (1978)
- Renate Wagner-Rieger (1978)
- Richard Perger (1981)
- Felix Czeike (1981)
- Peter Csendes (1997)
- Walther Brauneis (1997)
- Ferdinand Opll (2017)

## Bildergalerie

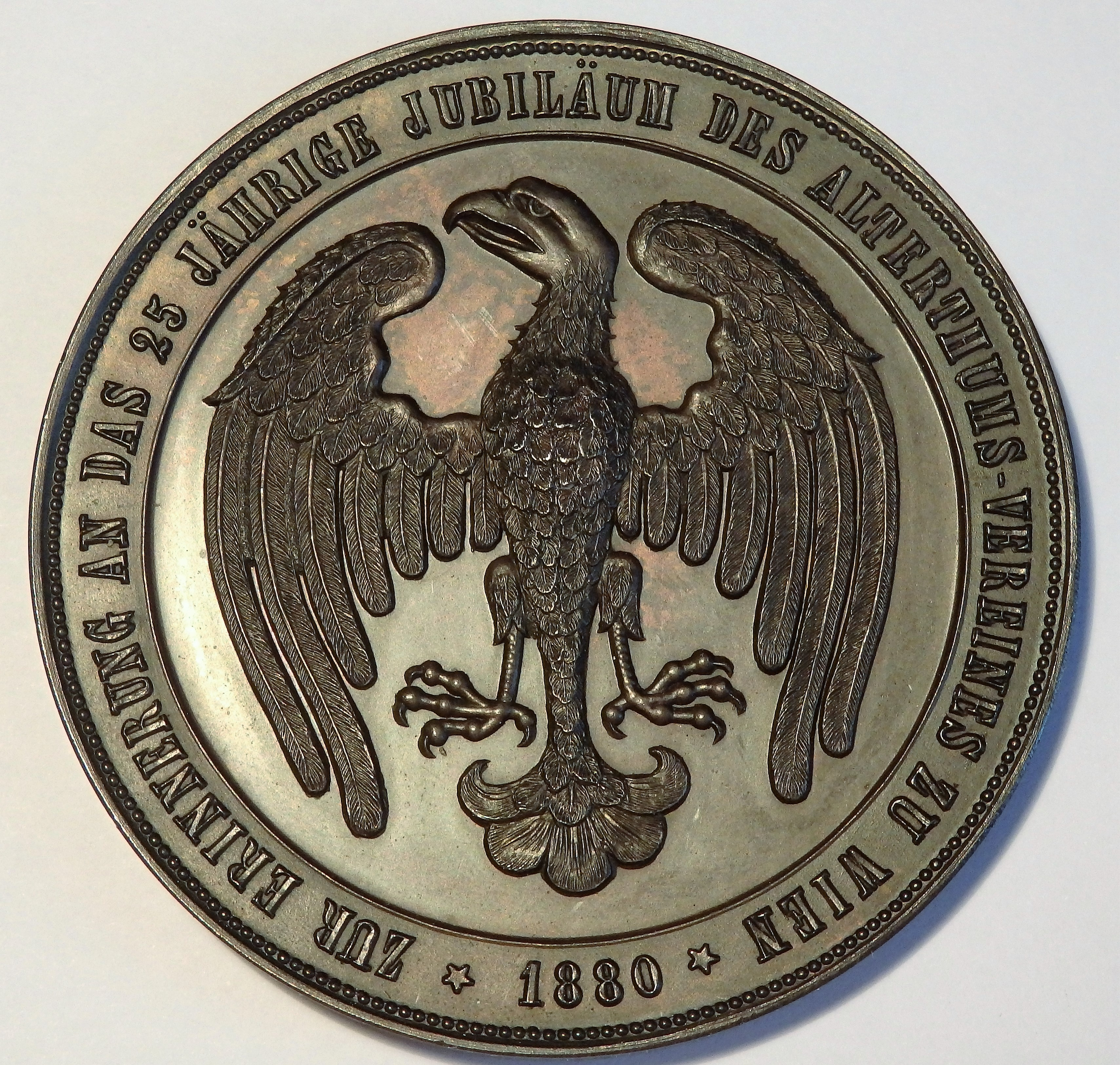
Medaille des Vereins aus dem Jahr 1880
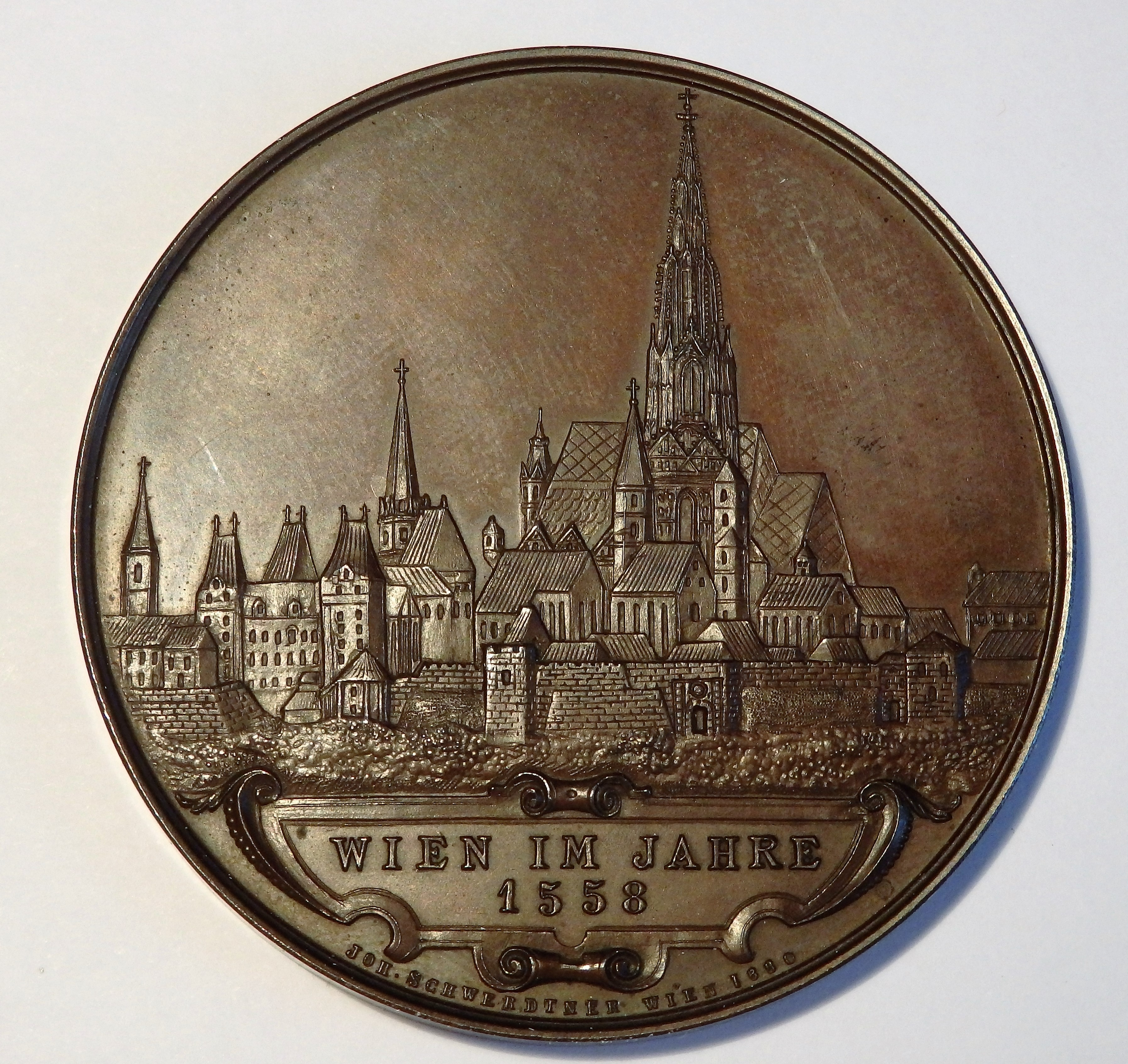
Rückseite der Medaille mit Wien im Jahr 1558